# Blue Island, Illinois
Blue Island là một thành phố thuộc quận Cook, tiểu bang Illinois, Hoa Kỳ. Năm 2010, dân số của thành phố này là 23706 người.

## Dân số
Dân số qua các năm:
- Năm 2000: 23463 người.
- Năm 2010: 23706 người.